# Tiffany Helm
Tiffany Helm est une actrice américaine née le 12 mai 1964.
Elle est la fille des acteurs Peter Helm (en) (né en 1941) et Brooke Bundy (née en 1944).

## Filmographie

### Cinéma
- 1985 : Vous avez dit dingues? (O.C. and Stiggs) de Robert Altman : Charlotte
- 1985 : Vendredi 13, chapitre 5: Une nouvelle terreur (Friday the 13th : A New Beginning) de Danny Steinmann : Violet
- 1985 : Zoo Gang (The Zoo Gang) de Pen Densham et John Watson : Kate Haskell
- 1986 : Les anges du mal 2 (Reform School Girls) de Tom DeSimone : Andrea 'Fish' Eldridge

### Télévision
- 1986 : (série télévisée) Père et impair (You Again?) : Christine (1 épisode)
- 1988 : (série télévisée) 21 Jump Street : Vickie (1 épisode)
- 1989 : (série télévisée) Freddy, le cauchemar de vos nuits ( Freddy's Nightmares) : Waitress Mary (1 épisode)
- 1993 : (téléfilm) Vengeance sur parole (Sworn to Vengeance)  de Peter H. Hunt :